# 卡拉布托韋
51°4′12″N 33°21′26″E / 51.07000°N 33.35722°E
卡拉布托韋（烏克蘭語：Карабутове）是位於烏克蘭東北部的村莊，由蘇梅州科諾托普區的波皮夫卡市鎮負責管轄。該村處於羅緬河右岸，距離庫里利夫卡1公里，海拔高度157米，2001年人口505。

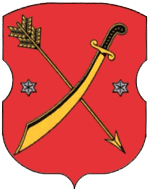